# Angelina Valentine
Angelina Valentine (* 19. September 1986 in Lexington, Kentucky; bürgerlich Alexandria Angel Alvarez) ist eine US-amerikanische Pornodarstellerin venezolanischer und italienischer Abstammung.

## Karriere
Bevor sie nach Los Angeles zog, um Pornodarstellerin zu werden, arbeitete sie im Alter von 18 Jahren als Striptease-Tänzerin. Für die Porno-Branche entdeckt wurde sie von Adriana Sage. Sie begann 2007, im Alter von 21 Jahren, in der Hardcorebranche zu arbeiten und hat seitdem ca. 290 Filme gedreht, unter anderen für Wicked Pictures, Jules Jordan Video, ClubJenna und Evil Angel. Sie drehte unter anderen mit den Regisseuren Brad Armstrong, Francesca Lé, Manuel Ferrara und Axel Braun. Valentine hat zudem Szenen für die Websites Bangbros, Brazzers und Naughty America gedreht.
Sie wurde bei den AVN Awards 2009 in zwei Kategorien nominiert, als „Best New Starlet“ und mit anderen in der Kategorie „Best Group Sex Scene“, konnte aber keine der Auszeichnungen gewinnen. Ebenso war sie für den XBIZ Award für die Kategorie „New Starlet of the Year“ und für den F.A.M.E. Award nominiert. Sie gewann im gleichen Jahr den XRCO Award in der Kategorie „Deep Throat“. In den Jahren 2010 bis 2012 war sie jeweils für mindestens einen AVN Award nominiert, zweimal davon als „Unsung Starlet of the Year“.
Außerhalb des Porno-Genres spielte sie in einer Nebenrolle 2012 die Rolle der Cimone in dem Thriller Revenge City des Regisseurs David Ren.

## Filmografie (Auswahl)
- 2007: Naughty Athletics
- 2008: Oil Overload 1
- 2008: Suck It Dry 5
- 2008: Fucked on Sight 5
- 2008: POV Jugg Fuckers 1
- 2008: Hot Rod Tramps
- 2009: Teachers
- 2009: This Ain’t Charmed XXX
- 2010: Big Tits in Sports 4
- 2010–2012: Big Tits at School 9, 15
- 2010: Sandra Buttocks & Jesse Janes Scandal
- 2011: Squirtamania 17
- 2011: Lex the Impaler 7
- 2011: American Dad XXX
- 2012–2014: Mommy Knows Best 3, 8, 14
- 2012: Bang Bus 39, 41
- 2012: Mandingo Massacre 4
- 2012: Wild Side
- 2012: Big Wet Butts 8
- 2012: Squirt City Sluts
- 2012: Doctor Adventures 13
- 2012: Titty Creampies 2
- 2013: Big Tits in Uniform 11
- 2013: Tonight’s Girlfriend 19
- 2013: Big Tits at Work 19
- 2013: Inked Angels 1
- 2013: Cheating Wives Caught 7
- 2013–2015: Pornstars Love Trannies 1, 3, 5
- 2013–2014: She Can't Handle The Sex Machine 1, 2
- 2013: Lex's Breast Fest
- 2014: Tempted By Mommy 2
- 2014: Big Tit Pickups 2
- 2014: Girlfriends Teaching Girlfriends 2
- 2014: Couples Seek Third
- 2015: Turbo Sluts
- 2015: Bra Busting Lesbians 3
- 2015: Strapped And Ready To Attack 2
- 2017: Good Vibrations
- 2017: Latex Sirens
- 2020: Lewd Tattoed & Screwed

## Auszeichnungen
- 2009: XRCO Award in der Kategorie Deep Throat Award
- 2011: Tranny Award als Best Non-Transsexual Performer